# 饅頭 (日本)

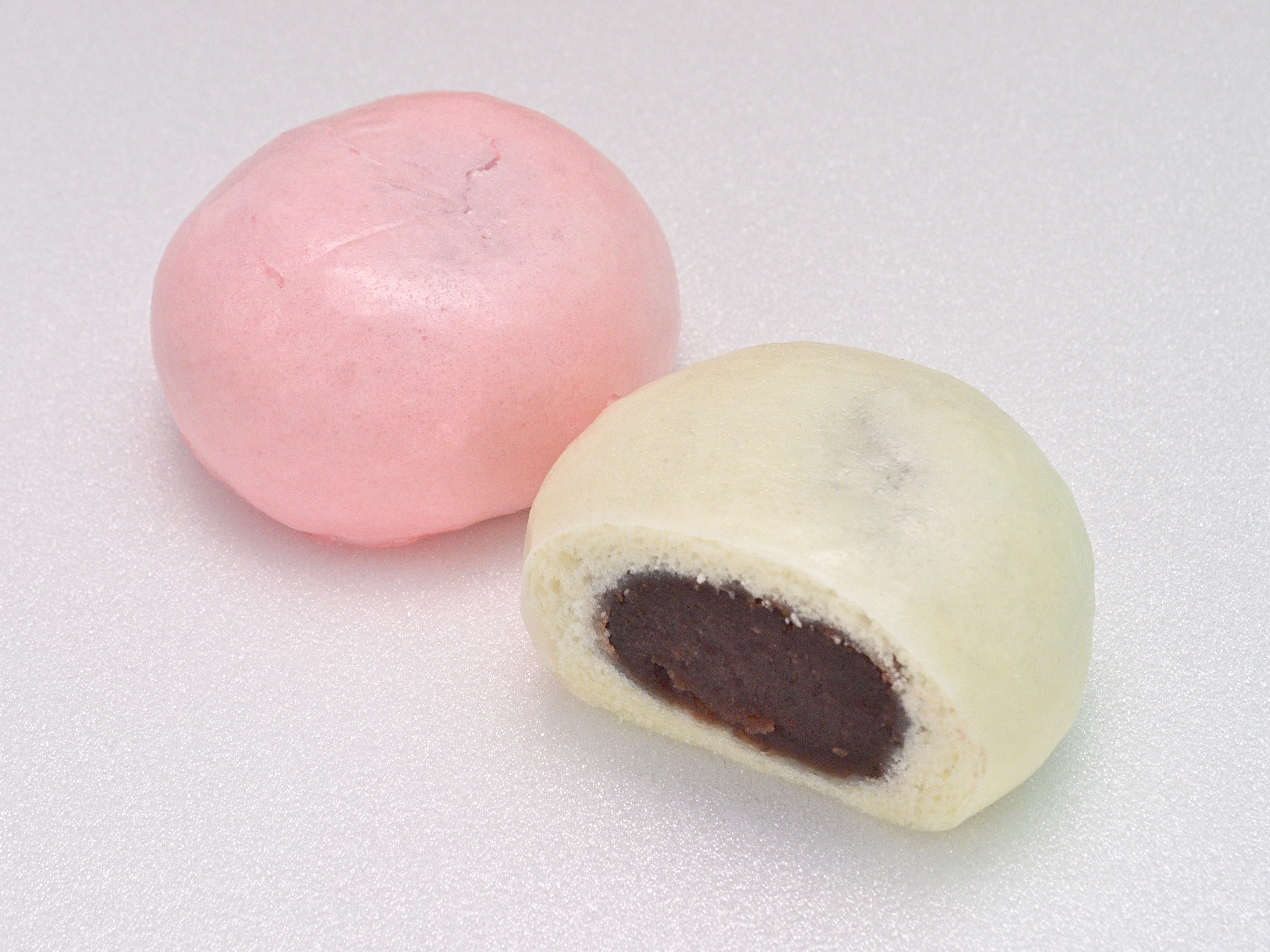
日本最普通的紅白饅頭

饅頭（日语：／），又稱日式甜饅頭，在日本也可以寫為「万十、万頭、曼頭」，是一種用甜味麵粉包入紅豆沙，再由蒸籠製作完成的和菓子，日式甜饅頭均擁有甜味，但甜度會根據不同的種類而有較大變化。

## 種類
- 茶饅頭：使用麵粉、黑糖和膨張劑製成的饅頭，甜度極高，配合抹茶食用較佳，又稱為利休饅頭、大島饅頭、温泉饅頭或薄皮饅頭，在日本的温泉街中經常能見到。
- 薯蕷饅頭：蕷是芋的和製漢字，使用紫薯粉代替麵粉製成的饅頭，表皮不一定是紫色的，也有可能是粉紅色，又稱為大和蕷、伊勢蕷[1]。
- 酒饅頭：利用酒母和麹發酵麵體製成的饅頭，甜度較低，配合冰水一起食用最美味。
- 炭酸饅頭：明治時代發明的簡便型日式甜饅頭，在麵體中加入蘇打粉發酵，在家庭和工業生產上都非常盛行。
- 鹽饅頭：將經過油炸的栗子磨碎和鹽研磨至粉末狀，再加水乳化後再加入普通麵粉製成麵團，可以捏成楓葉或者小鳥的形狀蒸，顏色為橘紅色，又稱為唐饅頭、紅葉饅頭、栗饅頭、千鳥饅頭或乳菓[2]。
- 葛饅頭：使用葛粉代替麵粉製作成的饅頭，需要冷藏過後才能吃，口感冰涼，又稱為水仙饅頭或葛櫻。
- 麩饅頭：使用小麦粉的麩代替麵粉製成的饅頭，在外面會包裹一層用鹽醃漬的笹的葉子。
- 味噌饅頭：用味噌和紅豆沙餡混合製成的饅頭。
- 最中：介於煎餅和饅頭中間的一種饅頭，外面會包裹醬油味或者芥末味的海苔。